# Neocarya macrophylla
Neocarya macrophylla ist die einzige Art der Pflanzengattung Neocarya innerhalb der Familie der Goldpflaumengewächse (Chrysobalanaceae). Sie kommt in Savannen Westafrikas vor. Englischsprachige Trivialnamen sind „Gingerbread plum“, „Ginger plum“ oder „Neou oil tree“.

## Beschreibung

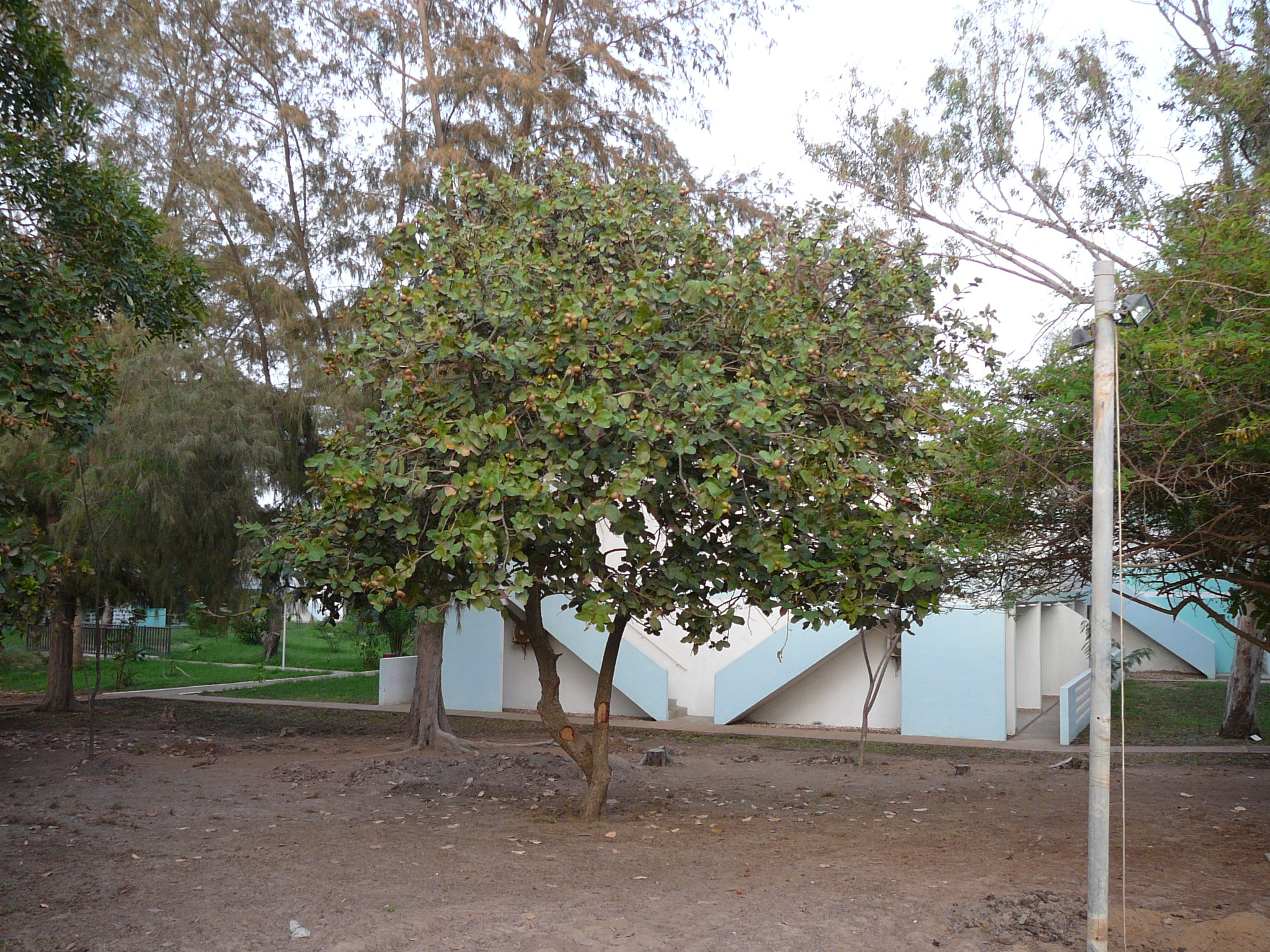
Zwischenform von Baum und Strauch

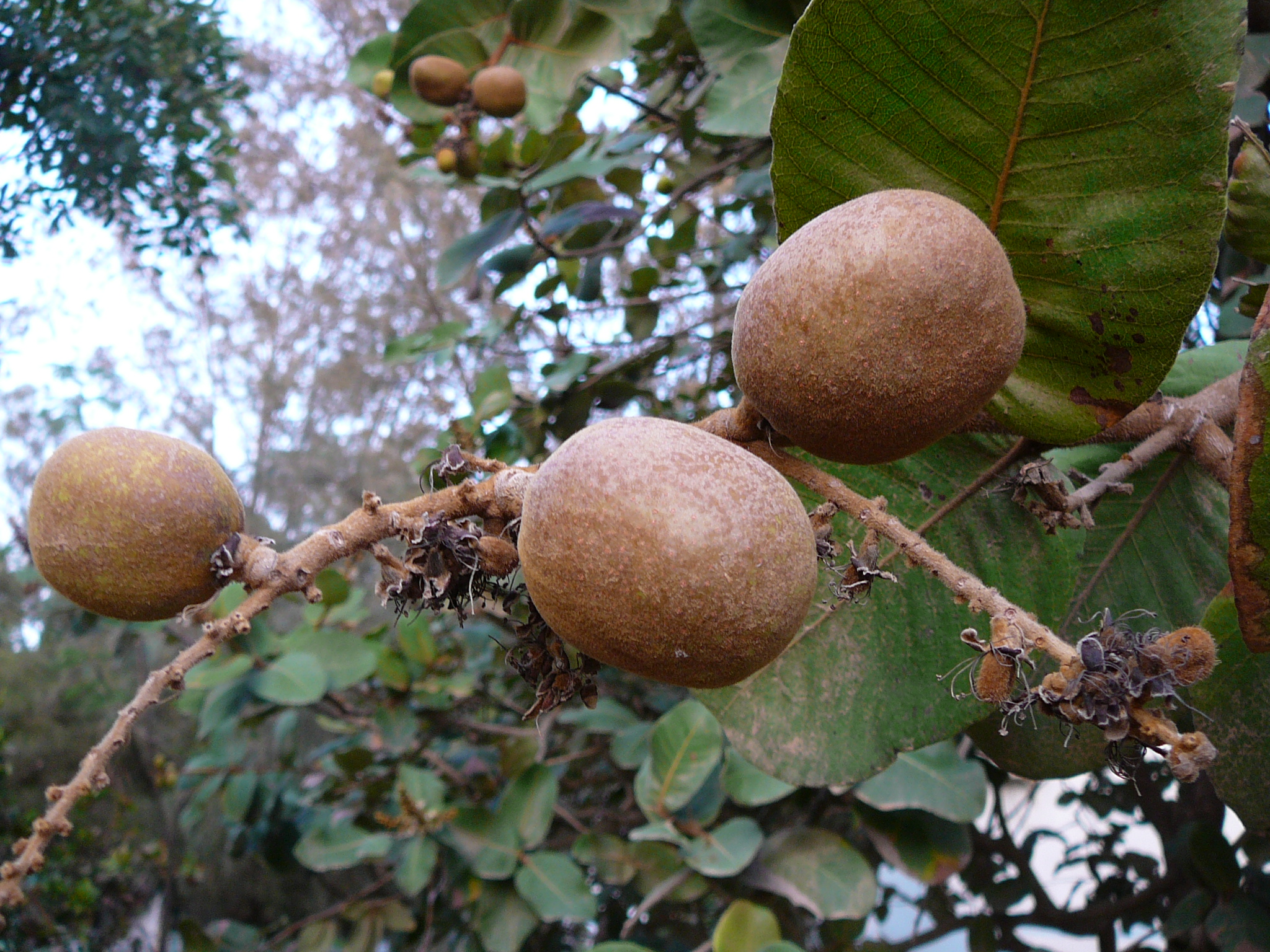
Früchte

### Vegetative Merkmale
Neocarya macrophylla ist ein Strauch bis kleiner Baum, der Wuchshöhen von durchschnittlich 6 bis 8 Metern erreicht; die maximale Höhe liegt bei 10 Meter. Auf einem kurzen Stamm sitzen die verdrehten Zweige. Die graue Borke ist rissig, rau, dick und brüchig.
Die wechselständig an den Zweigen angeordneten Laubblätter sind in Blattstiel und Blattspreite gegliedert. Der dicke, behaarte, braune Blattstiel ist bei einer Länge von nur 3 bis 7 Millimetern relativ kurz und er besitzt zwei Drüsen. Die einfache, ledrige Blattspreite ist bei einer Länge von 10 bis 25 Zentimetern sowie einer Breite von 5 bis 15 Zentimetern eiförmig bis elliptisch mit gerundetem bis spitzem oberen Ende. Die Blattunterseite ist flaumig, spinnwebig behaart. Der Mittelnerv ist ober- und unterseits filz behaart. Die Nebenblätter fallen früh ab.

### Generative Merkmale
Neocarya macrophylla blüht fast im ganzen Jahr, meistens aber in der zweiten Hälfte der Trockenzeit. Der endständige, aufrechte, traubige Blütenstand ist 30 Zentimeter lang mit filzig behaarter Rhachis. Es sind filzig behaarte Vor- und Deckblätter vorhanden.
Die fünfzähligen Blüten mit doppelter Blütenhülle weisen einen Durchmesser von 12 bis 20 Millimetern auf. Der becherförmige Blütenbecher ist außen filzig behaart. Die fünf filzig behaarten Kelchblätter sind verkehrt-eiförmig. Die fünf weiß- bis rosafarbenen Kronblätter fallen früh ab. Es sind bis 15 Staubblätter und einige kleine Staminodien vorhanden. Der behaarte, zweikammerige Fruchtknoten ist oberständig und sitzt am oberen Rand des Blütenbechers, er besitzt einen seiten- und grundständigen Griffel mit kopfiger Narbe.
Die an eine Kiwi erinnernden Steinfrüchte sind bei einer Länge von 4 bis 5 Zentimetern und einem Durchmesser von 2,5 bis 3,5 Zentimetern ellipsoid. Sie sind gelblich-braun, kahl, aber mit einigen kleinen, grauen Warzen auf der Oberfläche versehen. In dem gelblichen, fleischigen „Fruchtfleisch“ befindet sich ein harter Kern mit rauer, fibrös-poröser Schale (Endokarp), der ein oder zwei ellipsoide Samenkerne, mit einem dünnen, teils behaarten Tegmen, enthält. Die Samen liegen in einer  flaumig behaarten Kammer.

## Vorkommen
Neocarya macrophylla gedeiht in küstennahen Savannen Westafrikas, so in Senegal, Gambia, Guinea, Guinea-Bissau, Liberia, Sierra Leone sowie in den bewaldeten Savannen im südlichen Mali, Niger und dem nördlichen Nigeria. Die Verbreitung ist meist örtlich begrenzt, wobei an manchen Orten diese Art sehr häufig ist. Er wird beispielsweise in Panama angebaut.
Neocarya macrophylla gedeiht meist auf sandigen Böden.

## Systematik
Die Erstbeschreibung unter dem Basionym Parinarium macrophyllum erfolgte 1824 durch den englischen Botaniker Joseph Sabine in Transactions of the Horticultural Society of London, 5, Seite 452 und zu Parinari macrophylla Sabine berichtigt. Ghillean Tolmie Prance stellte 1976 in Bulletin du Jardin Botanique National de Belgique, Band 46 (3–4), Seite 308 für diese Art, unter dem Namen Neocarya macrophylla, die neue Gattung Neocarya auf. Das Basionym für diesen Gattungsnamen ist Parinari sect. Neocarya DC. den Augustin-Pyrame de Candolle in Prodromus Systematis Naturalis Regni Vegetabilis, 2, 1825, Seite 527 veröffentlichte.
Weitere Synonyme für Neocarya macrophylla (Sabine) Prance ex F.White sind: Ferolia macrophylla (Sabine) Kuntze, Parinari senegalensis Perr. ex DC., Petrocarya macrophylla (Sabine) Steud., Petrocarya senegalensis (Perr. ex DC.) Steud., Parinarium senegalense Perr.

## Verwendung
Pflanzenteile von Neocarya macrophylla wurden in der traditionellen Medizin verwendet. Das Fruchtfleisch und die Samenkerne sind essbar. Aus den Samenkernen kann auch ein Öl gewonnen werden Néouöl.
Die Samenkammerhaare können als Zunder oder medizinisch verwendet werden.
Das harte, braune Holz wird als Feuerholz und Holzkohle, sowie zum Bau von Pirogen verwendet.